# Francavilla al Mare
Francavilla al Mare és un municipi italià, situat a la regió dels Abruços i a la província de Chieti. El 2004 tenia 23.733 habitants.